# Il marchio di Caino
Il marchio di Caino (The Mark of Cain) è un film britannico del 1947 diretto da Brian Desmond Hurst.
Il film è basato sul romanzo storico Airing in a Closed Carriage (1943) di Marjorie Bowen, pubblicato sotto lo pseudonimo Joseph Shearing.